# بلاد العجائب (عالم خيالي)
بلاد العجائب هو عالم خيالي يعتبر مسرح أحداث رواية أطفال للكاتب لويس كارول أصدرها سنة 1865 تحت عنوان «أليس في بلاد العجائب». كما كانت بلاد العجائب مسرحا لأحداث رواية «عبر المرآة، و ما و جدته أليس هناك» أصدرها لويس كارول سنة 1871 كتتمة للرواية الأولى.[بحاجة لمصدر] تتلاعب بلاد العجائب بالمنطق مما أعطاها شعبية دائمة لدى الأطفال والبالغين على حدٍّ سواء[بحاجة لمصدر]؛ كما أن هذا العالم الخيالي صار مصدر إلهام للكتاب والمخرجين الذين اتخذوه مسرح أحداث للعديد من الكتب والروايات والأفلام والمسلسلات.
تعتبر بلاد العجائب أحد أقدم العوالم الخيالية الفنتازية حيث تأسست سنة 1865؛ لتكون بذلك أقدم من «الأرض الوسطى» العالم الفنتازي المشهور الذي أسسه جون رونالد تولكين سنة [بحاجة لمصدر] 1937 ليكون مسرح أحداث رواية «الهوبيت» ثم سلسلة «سيد الخواتم»؛ كما أن بلاد العجائب أقدم من عالم السحرة الذي أسسته ج. ك. رولينغ سنة [بحاجة لمصدر] 1998 ليكون مسرح أحداث سلسلة «هاري بوتر».

## جغرافيا بلاد العجائب

### الموقع الجغرافي
في القصة، تقع بلاد العجائب تحت الأرض، وتصل أليس إليها عن طريق النزول في جحر أرنب، ويحتمل أن الجحر على ضفاف نهر التايمز بين جسر فولي وقودستو. في حين أن الموقع يبدو في مكان ما أسفل إكسفوردشاير، كارول لم يحدد مدى عمقه، وكان على أليس التكهن ما إذا كان بالقرب من مركز الأرض. البلاد مكسوة بالغابات وينمو الفطر فيها أيضاً. وهنالك أيضاً حدائق وبيوت مميزة، مثل التي لدى الدوقة والأرنب الأبيض. يوجد أيضاً ساحل بحر في بلاد العجائب حيث تعيش السلحافاة.

### أماكن معروفة في بلاد العجائب

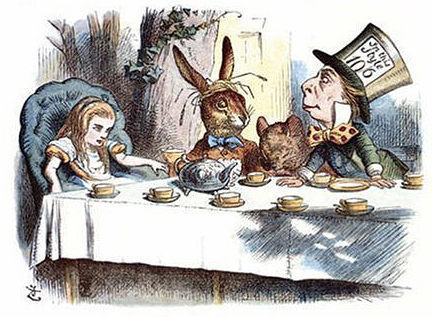
حفلة شاي يقيمها صانع القبعات المجنون

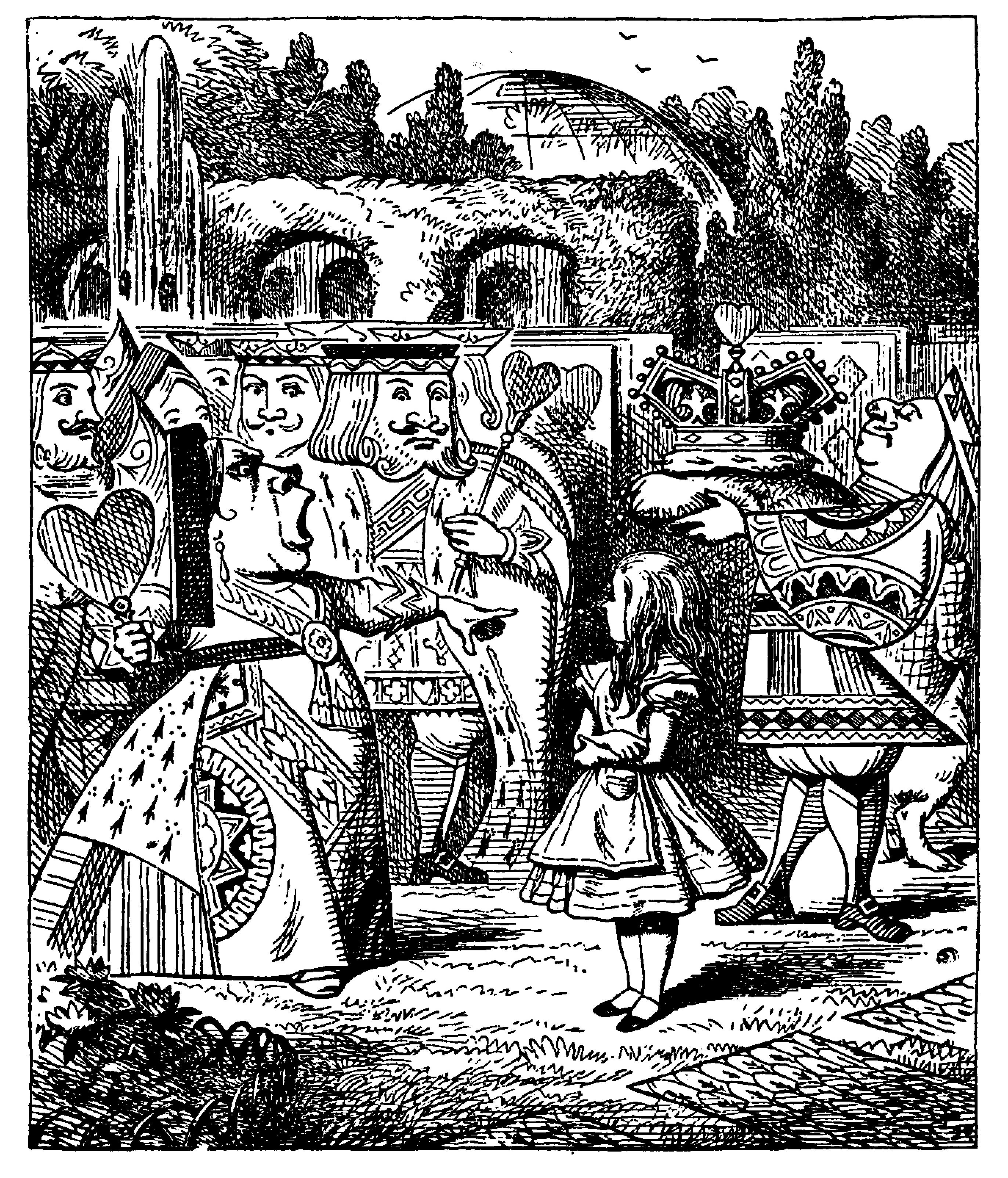
الحديقة الملكية في بلاد العجائب

- الغابة السوداء (غابة مظلمة لا يصل إليها النور)
- بورو غروف (Boro Grove) (حيث يتأثر فيه العابرون برائحة الأزهار ويتحولون ببطء إلى أشجار)
- البحر المغلي (و هو بحر من الماء المغلي)
- عرين جعفر (أرض عائمة حيث يعيش جعفر ويبقي سجنائه فيها)
- مالو مارش (مستنقع يتكون من مواد لزجة تشبه المارشميلو)
- ميمسي ميدوز (حيث دفن سيروس وأليس مصباح سيروس، حتى قام الأرنب الأبيض بالتنقيب عنه بأوامر من الملكة الحمراء)
- الأراضي الخارجية (وهي ضواحي بلاد العجائب حيث نصبت أليس وسيروس خيمة غير مرئية أعطاها كاتربيلار لسيروس)
- تولجي وودز (غابة حيث يسكن صانع القبعات المجنون ويقيم حفلات الشاي)
- الأرض السفلى (اتخذها كاتربيلار ملجأ له ولرفاقه)
- ويسبيرين وودز (حيث كان يعيش رجل مشوه يدعى غريندل ثم قتله جعفر)
- قصر بلاد العجائب (حيث تعيش الملكة الحمراء)
- قصر ملكة القلوب
- الحديقة الملكية
- جحر الأرنب (و منه دخلت أليس إلى بلاد العجائب)
- منزل الأرنب مارش

## الحكم
تخضع بلاد العجائب اسمياً لملكة القلوب، التي يبطل ملك القلوب قراراتها المتقلبة المتعلقة بعقوبة الإعدام بشكل روتيني. هناك دوقة واحدة على الأقل.
يتجلى الصراع على حكم بلاد العجائب في فيلم "أليس في بلاد العجائب" الذي أصدره تيم بورتون سنة 2010، حيث تتحدى الملكة البيضاء أختها المستبدة، الملكة الحمراء، من أجل الحصول على تاج بلاد العجائب.

## السكان

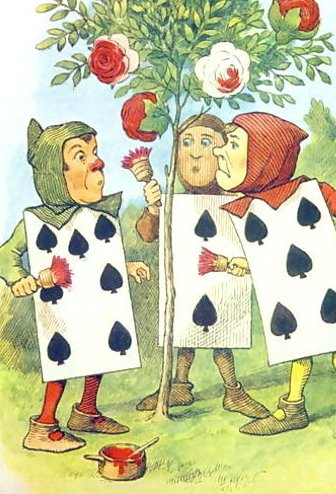
بطاقات اللعب المتحركة

يتكون شعب بلاد العجائب بشكل رئيسي من أوراق اللعب المتحركة: العائلة الملكية (القلوب♥)، الرعايا (دايمونس♦)، الجنود (ترفل♣)، الخدم (سبيت♠). بالإضافة إلى العديد من الحيوانات المتكلمة. ومن بين الشخصيات التي قابلتها أليس في بلاد العجائب:
- بيل السحلية (سحلية)
- الدودو (طائر دودو)
- الأرنب الأبيض (أرنب)
- كاتربيلار (يرقة)
- غريفون (وهو الفتخاء حيوان أسطوري له جسد أسد ورأس وجناحا عقاب)
- ملك القلوب
- ملكة القلوب
- صانع القبعات المجنون أو ماد هاتر
- الأرنب مارش (أرنب)
- بات (قرد/ خنزير غيني)
- السلحفاة موك (سلحفاة)
- شيسهاير القط (قط)
- الدوقة

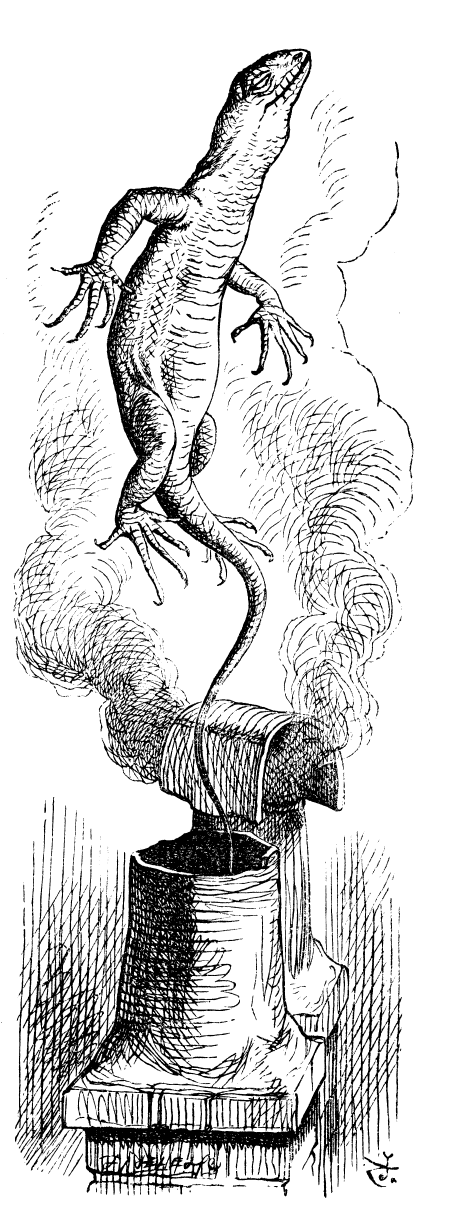
دورماوس (زغبية)  - بيل السحلية (رسم لجون تينيل)
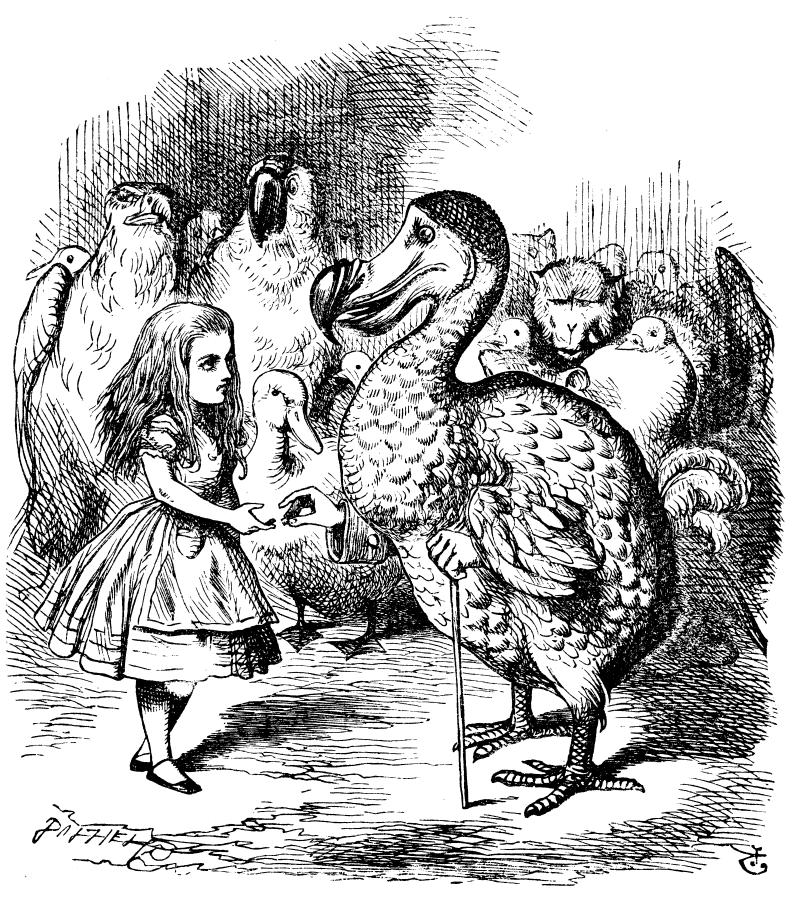
أليس مع الدودو (رسم لجون تينيل)
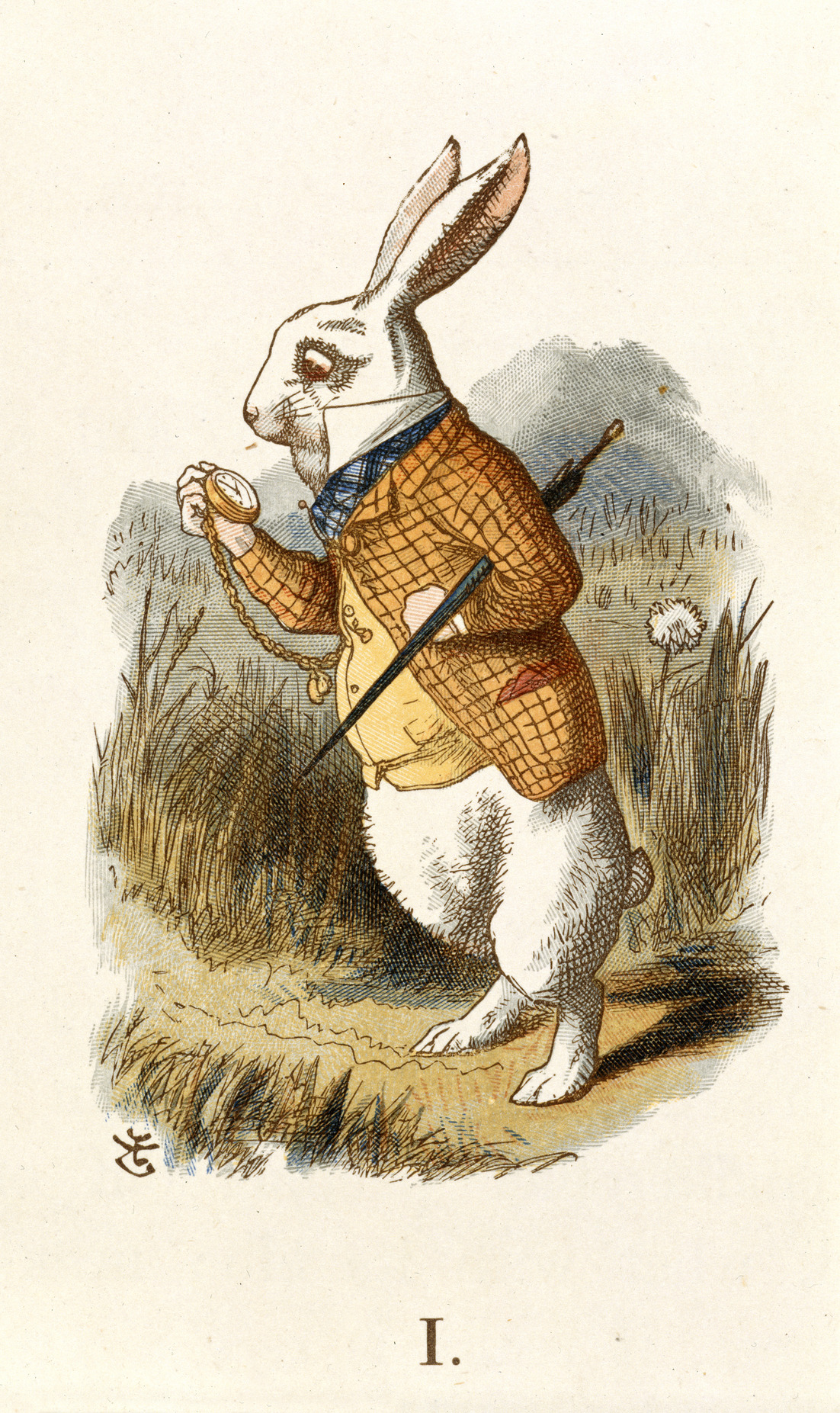
الأرنب الأبيض
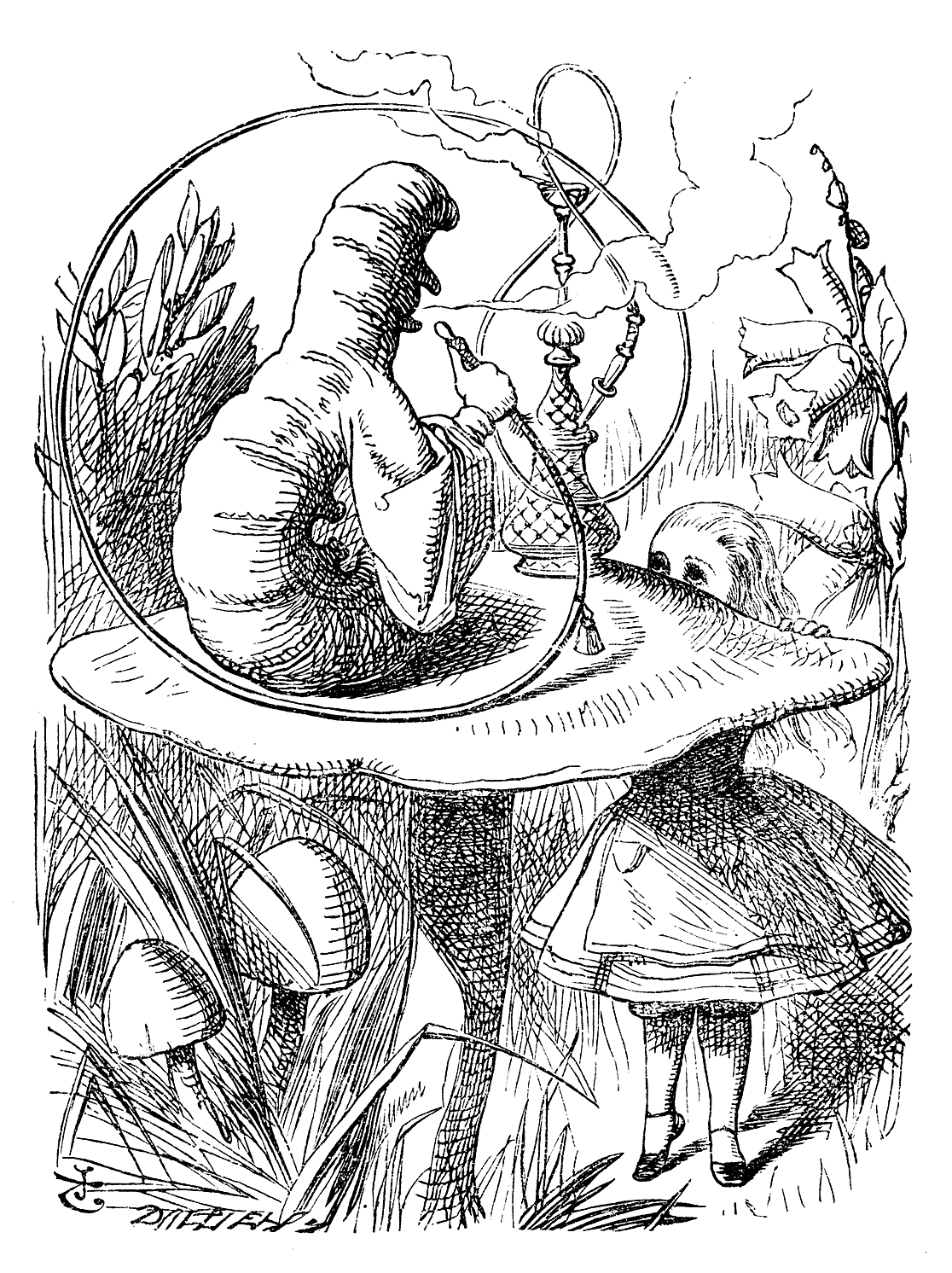
كاتربيلار (رسم لجون تينيل)
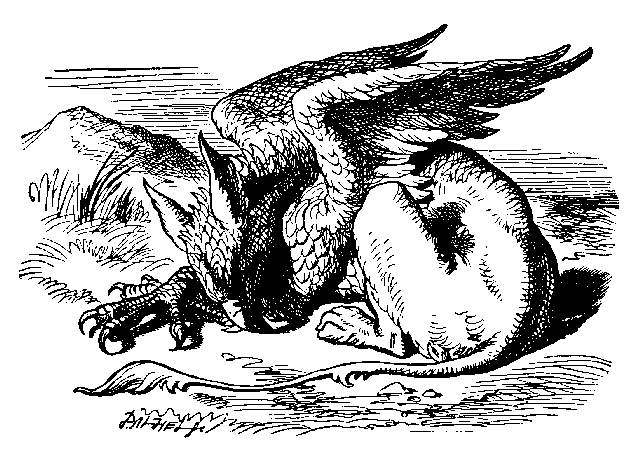
غريفون (رسم لجون تينيل)
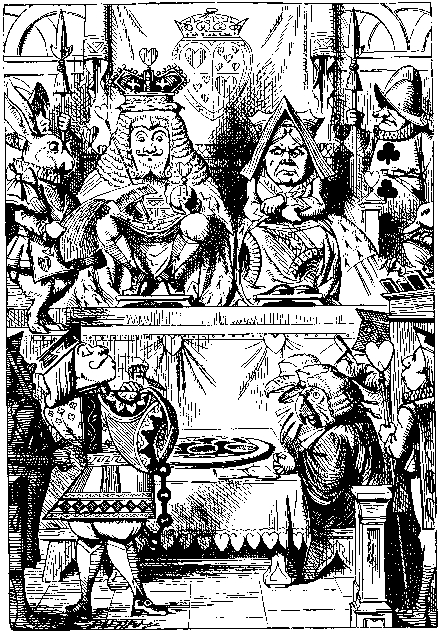
ملك و ملكة القلوب (رسم لجون تينيل)
صانع القبعات المجنون مع دورماوس (رسم لجون تينيل)
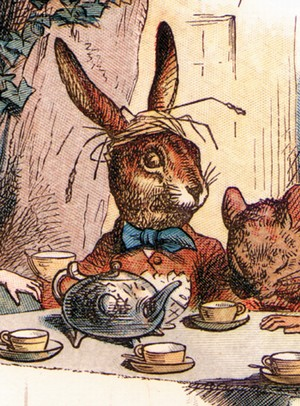
الأرنب مارش (رسم لجون تينيل)
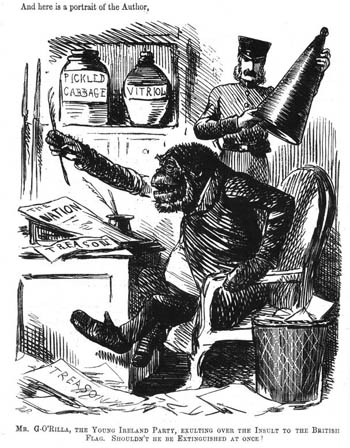
بات
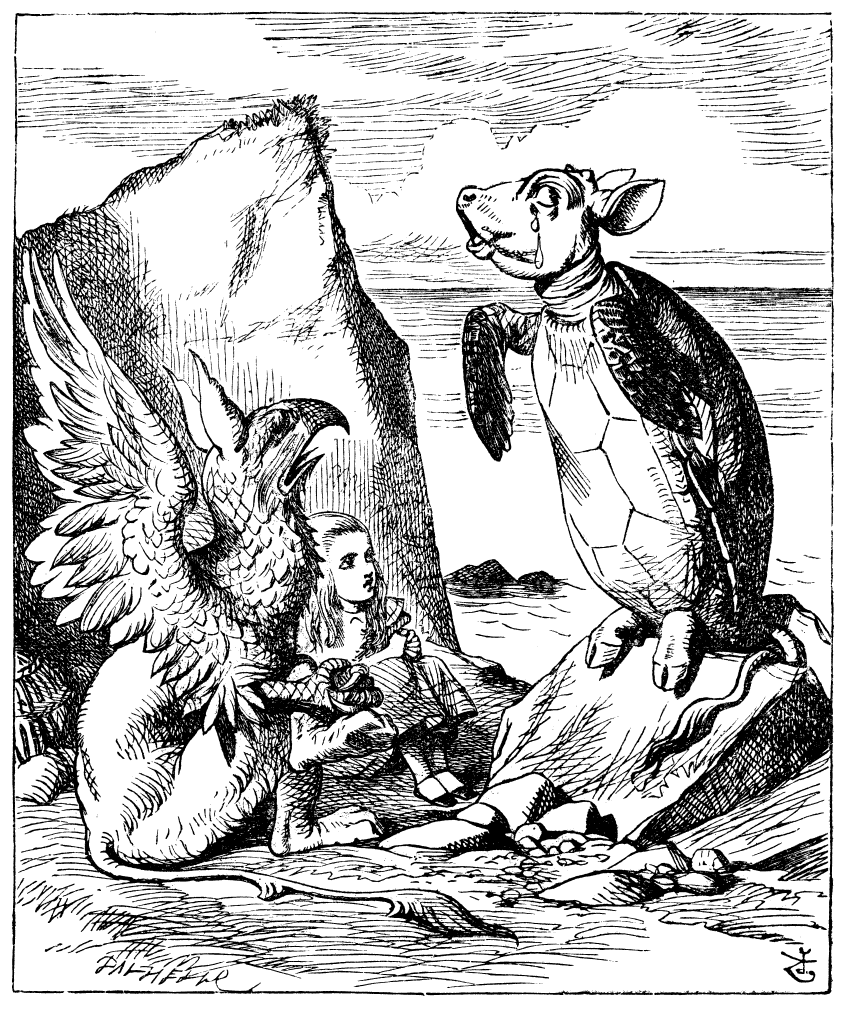
موك السلحفاة مع غريفون و أليس (رسم لجون تينيل)
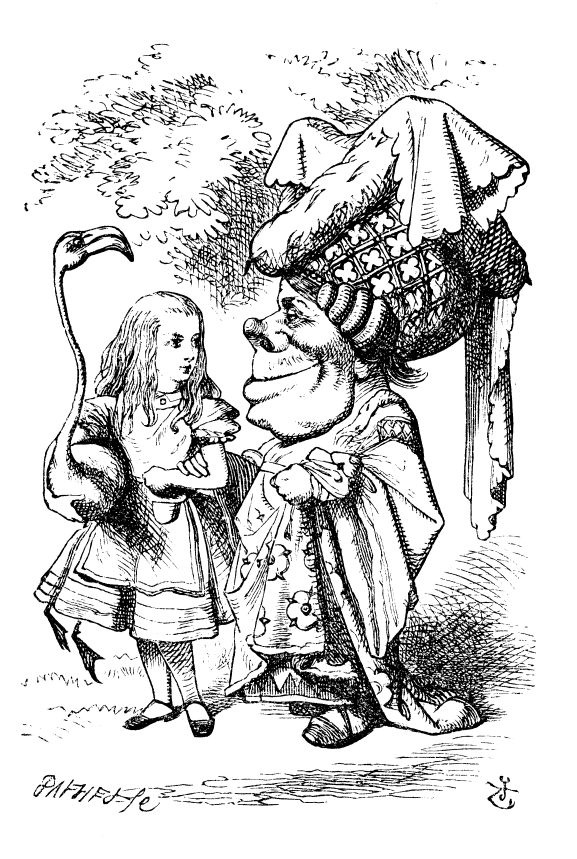
الدوقة مع أليس (رسم لجون تينيل)
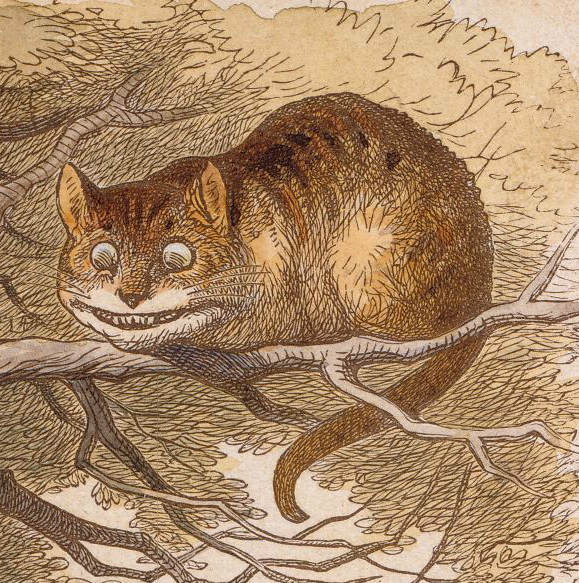
شسهاير القط (رسم لجون تينيل)
  - أليس مع الدودو (رسم لجون تينيل)
  - الأرنب الأبيض
  - كاتربيلار (رسم لجون تينيل)
  - غريفون (رسم لجون تينيل)
  - ملك و ملكة القلوب (رسم لجون تينيل)
  - صانع القبعات المجنون مع دورماوس (رسم لجون تينيل)
  - الأرنب مارش (رسم لجون تينيل)
  - بات
  - موك السلحفاة مع غريفون و أليس (رسم لجون تينيل)
  - الدوقة مع أليس (رسم لجون تينيل)
  - شسهاير القط (رسم لجون تينيل)

## بلاد العجائب في السينما

فيلم أليس في بلاد العجائب 1951

ظهرت بلاد العجائب أول مرة على الشاشة سنة 1903 في فيلم بريطاني صامت أنتجه سيسيل هيبورث وبيرسي ستاو تحت عنوان "أليس في بلاد العجائب".[بحاجة لمصدر]
ثم ظهرت في العديد من الأفلام منها:
- أليس في بلاد العجائب 1910 فيلم صامت أنتجه إدوين بورتر.
- أليس في بلاد العجائب 1915 فيلم صامت أنتجه و. و. يونغ.
- أليس في بلاد العجائب 1931 أول فيلم ناطق أنتجه باد بولارد.
- أليس في بلاد العجائب 1933 فيلم أنتجه نورمان ماكلود.
- أليس في بلاد العجائب 1949 فيلم أنتجه دالاس باور.
- عبر كرة الكريستال: أليس في بلاد العجائب 1949 عرض تلفزيوني أمريكي.

فيلم أليس عبر المرآة (2016)

- ظهرت بلاد العجائب في فيلم رسوم متحركة أصدرته شركة والت ديزني سنة 1951 تحت عنوان «أليس في بلاد العجائب».
- أليس في بلاد العجائب 1965 فيلم تلفيزيوني أنتجه دينيس بوتر.
- أليس في بلاد العجائب 1966 فيلم رسوم متحركة.
- أليس في بلاد العجائب 1985 أنتجه إروين آلن.
- أليس في بلاد العجائب 1972 فيلم موسيقي.
- أليس في بلاد العجائب 1999 فيلم تلفزيوني.

- ظهرت بلاد العجائب في فيلم أليس في بلاد العجائب الذي أصدره تيم بورتون سنة 2010. لكن في هذا الفيلم تم إطلاق اسم «الأرض السفلى» على بلاد العجائب. حيث تعود أليس إلى بلاد العجائب عندما تتحدى الملكة البيضاء أختها المستبدة، الملكة الحمراء، من أجل تاج الأرض السفلى.
- في الجزء الثالث من شازام ! كانت أحد الأراضي السحرية السبعة وهي أرض أوزاندرلاند نتيجة قيام دوروتي غايل وأليس بتوحيد أرض أوز وبلاد العجائب وذلك لمواجهة التهديد القادم من أرض الوحوش.
- ظهرت بلاد العجائب في مسلسل «كان يا مكان» كما ظهرت أيضا في مسلسل «كان يا مكان في بلاد العجائب». في هذين المسلسلين تم تضمين نسختين من بلاد العجائب. في النسخة الأولى: يحكم بلاد العجائب ملكة القلوب والملك الأحمر والملكة الحمراء، الملك الأبيض والملكة البيضاء وكاتربيلار. كما تشمل هذه النسخة أماكن معروفة في بلاد العجائب منها: الغابة السوداء، بورو غروف، البحر المغلي، عرين جعفر،  مالو مارش، ميمسي ميدوز،  الأراضي الخارجية،  تولجي وودز،  الأرض السفلى، ويسبيرين وودز، قصر بلاد العجائب،  قصر ملكة القلوب. ظهرت النسخة الثانية في الموسم السابع من كل مسلسل تحت اسم «بلاد العجائب الجديدة». لا يُعرف عن هذه النسخة باستثناء أنها موطن جابروكي وأنها تحوي متاهة لا نهاية لها.
- ظهرت أرض العجائب أيضا في فيلم «أليس عبر المرآة» الذي أخرجه جيمس بوبين سنة 2016، حيث تتعرض بلاد العجائب لتهديد خطير من طرف سيد الوقت الذي يريد أن يقوم بتحريك الساعة من أجل تحويل أرض العجائب إلى أرض بور لا حياة فيها؛ لذلك تعود أليس إلى بلاد العجائب لإيجاد الصولجان السحري وإيقاف سيد الوقت بمساعدة أصدقائها القدامى.